# NGC 3245
NGC 3245是一個透鏡狀星系，在天球上位於小獅座。此星系於1785年4月11日由威廉·赫歇爾發現